# Дівча, з яким я товаришував
«Дівча, з яким я товаришував» (рос. «Девчонка, с которой я дружил») — російський радянський художній фільм режисера Миколи Лебедєва.

## Зміст
Федя і Надя товаришували з дитинства. Як це часто буває, міцна дитяча дружба з часом розвинулася в щось більше. Та батьки Наді разом з донькою їдуть в інший кінець країни на будівництво. Чи змириться Федя з втратою близької і дорогої йому людини?

## Ролі
- Людмила Болтрик — Надія
- Юрій Фісенко — Федя
- Андрій Третьяков — Борька Іволгін
- Андрій Ченцов — Едик «Банан»
- Лара Несмачна — Ліза
- Кирило Лавров — Григорій Стрільців, Ескаваторщик, батько Феді
- Т. Шамардіна — мама Феді
- Павло Усовниченко — Зернов, тато Наді
- Василь Меркур'єв — дядя Коля
- Георгій Сатіні — Іван Олексійович, учитель математики
- Лідія Колпакова
- Світлана Мазовецька

## Знімальна група
- Режисер — Микола Лебедєв
- Сценарист — Олександр Попов
- Оператори — Семен Іванов, Сергій Іванов
- Композитор — Володимир Маклаков
- Художник — Олексій Федотов